# Nicolas Auguste Tissot
Nicolas Auguste Tissot (Nancy, 16 maart 1824 - 1907) was een Frans cartograaf. Hij hield zich bezig met vervormingen die optreden bij cartografische projecties en is de bedenker van wat men nu kent als de 'Indicatrix van Tissot'.
Tissot was wiskundedocent aan het lyceum Saint-Louis en beoordeelde de toelatingen van studenten aan de Polytechnische School.

## Publicaties
- Géodésie. Sur les altérations d'angles et de distances dans le développement modifié de Flamsteed (Google Books)[2], 1856
- GÉODÉSIE. — Sur les cartes géographiques (Google Books), jan-jun 1860
- Démonstrations nouvelles du théorème de Legendre sur les triangles sphériques dont les côtés sont très petits vis à vis du rayon de la sphère (Google Books), 1862
- Auguste Tissot, Mémoire sur la représentation des surfaces et les projections des cartes, Éd. Gauthier-Villars, 1881

- Gemeinsame Normdatei: 1090136668
- Base Léonore: LH//2610/70
- Virtual International Authority File: 242048069
- WorldCat: E39PBJxxhbyThDMBWbbV9GC84q